# Far Cry 3
Far Cry 3 is een action-adventure first-person shooter ontwikkeld door Ubisoft Montreal en uitgegeven door Ubisoft. Het spel kwam in Europa uit op 30 november 2012 voor de PlayStation 3, Windows en Xbox 360. Het is het zevende spel in de Far Cry-serie en de opvolger van Far Cry 2. 
In 2018 kwam Far Cry 3 Classic Edition, een remake voor de PlayStation 4 en de Xbox One, uit. Eigenaren van de Season Pass van Far Cry 5 kregen deze op 29 mei 2018 gratis; op 26 juni 2018 werd het spel te koop gesteld.

## Verhaal
Jason Brody is op vakantie met een groep vrienden op de tropische Rook Islands in de Grote Oceaan wanneer zij besluiten om te gaan parachutespringen. Ze landen in de door piraten overspoelde eilanden en worden gevangengenomen door de piratenleider Vaas. Vaas plant om eerst losgeld van de ouders te innen, om ze vervolgens via de zwarte markt te verkopen als slaaf. Het lukt Jason om uit gevangenschap te ontsnappen; zijn broer is echter gedood tijdens de ontsnappingspoging. Jason wordt gered door een man, genaamd Dennis, die deel uitmaakt van de Rakyat, de inheemse bewoners van de eilanden die lijden onder het bewind van de piraten. De leider van de Rakyat, een priesteres genaamd Citra, wijdt Jason in in hun stam en hij verkrijgt krijger-tatoeages. Jason herovert het eiland stukje bij beetje en helpt soms Dr. Earnhardt, een expert op het gebied van schimmels en diverse inheemse remedies en drugs. Jason bevrijdt tevens zijn vrienden die in een grot bij de dokter mogen verblijven. Gedurende het avontuur begint Jason te wennen aan al het geweld om zich heen en begint ook daadwerkelijk te genieten van al het moorden en wordt vereerd door de Rakyat. De relatie met zijn oude vrienden wordt verstoord door zijn transformatie tot een moordenaar, vooral wanneer hij overweegt om permanent op het eiland te blijven.
Nadat Jason Vaas opspoort en vermoordt, gaat Jason door naar het zuidelijke eiland, gecontroleerd door Hoyt Volker, een slavenhandelaar en Vaas' werkgever. Nadat Jason Hoyt vermoordt en zijn laatste metgezel redt, keert hij terug naar de grot en ziet hij dat zijn vrienden zijn ontvoerd. Hij komt erachter dat Citra ze heeft gekidnapt. Citra is verliefd op Jason geworden en ziet hem als de reïncarnatie van voorvader van de Rakyat. De speler moet dan kiezen of hij zijn vrienden redt en Citra achterlaat of om de vrienden te vermoorden en met Citra een relatie krijgen.

## Setting
Far Cry 3 speelt zich af op de fictieve Rook Islands, dat lichtelijk is gebaseerd op Papoea-Nieuw-Guinea. Deze archipel bestaat uit vijf eilanden die elk een eigen rol spelen in het spel. De twee grootste eilanden, North en South Island, zijn beide speelbaar in de singleplayer. Er is daarnaast nog een eiland voor de multiplayer, een voor de co-op-modus en een voor door de gemeenschap gemaakte maps (kaarten).
De singleplayer-eilanden worden bewoond door dieren (zowel herbivoren als carnivoren), lokale bevolking en piraten. Ook zijn er verschillende bouwwerken, zoals radiotorens en ruïnes. Ook zijn op verschillende locaties wrakken van Japanse vlieg- en voertuigen uit de Tweede Wereldoorlog alsmede restanten van bunkers en luchtafweergeschut te vinden. Tijdens het spel kunnen relikwieën en voorraadkisten gevonden/verzameld worden. De eilanden voor de co-op en multiplayer zijn meer lineair en bevatten geen verzamelobjecten die vergaard kunnen worden.

## Gameplay
Far Cry 3 is een first-person shooter in een open wereld met tevens enkele elementen uit computerrollenspellen, zoals ervaringspunten en skill trees. In first-person shooters is vechten het belangrijkst. In Far Cry 3 kunnen spelers stille takedowns verrichten door een mêleeaanval van achter, boven of onder uit te voeren. Spelers hebben de mogelijkheid om hun aanvallen te plannen door vijanden te markeren met een camera die beschikbaar is voor de speler. Hierdoor worden vijanden en wilde dieren gemarkeerd middels een icoon boven hun hoofd/kop. Ook wanneer deze uit het gezichtsveld van de speler zijn, bijvoorbeeld achter een muur of struiken, blijven zij toch zichtbaar.
Er kan op dieren worden gejaagd en de daarbij buitgemaakte vellen kunnen worden gebruikt voor de uitrusting van Jason waardoor hij bijvoorbeeld meer wapens bij zich kan dragen. Ook kunnen er planten worden gevonden waarmee Jason verschillende recepten kan maken (medicijnen, een afweerserum voor dieren et cetera).
Naarmate het spel vordert kan de speler Jason skills leren die Jason helpen overleven op de eilanden. Deze vaardigheden zijn opgedeeld in drie categorieën: Heron (de Vogel), Shark (de Haai) en Spider (de Spin) die zich respectievelijk op langeafstandsgevechten, directe kracht en stealth richten. Deze vaardigheden, die elk als losse categorie zijn opgedeeld als een skill tree, worden verkregen door het inzetten van ervaringspunten. Wanneer Jason een nieuwe vaardigheid leert wordt zijn tatoeage, die laat zien hoe hoog hij in de rangorde van de Rakyat is, uitgebreid.
De minimap is aanvankelijk geblokkeerd, waardoor alleen de algemene richting van missies wordt weergegeven. Wanneer de speler radiotorens beklimt kan daar de toren weer geactiveerd worden door de stoorzender, geplaatst door de piraten, te vernietigen. Dit zorgt ervoor dat een gedeelte van de map zichtbaar wordt, een systeem dat vergelijkbaar is met torens uit de Assassin's Creed-serie, waar die in brand gestoken moesten worden.

## Ontvangst
| Recensiescore       | Recensiescore                                                         |
| Recensieverzamelaar | Score                                                                 |
| ------------------- | --------------------------------------------------------------------- |
| GameRankings        | 88% (Windows) 89% (PlayStation 3) 90% (Xbox 360)                      |
| Metacritic          | 88 uit 100 (Windows) 90 uit 100 (PlayStation 3) 91 uit 100 (Xbox 360) |
| Publicist           | Score                                                                 |
| Eurogamer           | 10/10                                                                 |
| Gamer.nl            | 9/10                                                                  |
| GameSpot            | 9/10                                                                  |
| GameSpy             | 4,5/5                                                                 |
| IGN                 | 9/10                                                                  |
| PC Gamer            | 8,9/10                                                                |
| Power Unlimited     | 9,5/10                                                                |

Far Cry 3 is zeer positief ontvangen door critici. De recensieverzamelsites GameRankings en Metacritic kwamen met hun gemiddelden uit op een cijfer rond de negen.
Mitch Dyer van IGN, die het spel een 9,0 gaf, vond de personages en plotwendingen in Far Cry 3 erg sterk en was blij met de grootte van de wereld. Hij vond de co-op echter zeer slap en overbodig, het lineaire aspect vond hij een tegenvaller.
Jan Meijroos van Power Unlimited gaf het spel een 9,5 en zei dat het spel "mijlenver verheven is boven alle first-person shooters die momenteel voorhanden zijn".